# Tournefortia capitata
Tournefortia capitata är en strävbladig växtart som beskrevs av Carl Friedrich Philipp von Martius och Gal. Tournefortia capitata ingår i släktet Tournefortia och familjen strävbladiga växter. Inga underarter finns listade i Catalogue of Life.